# J. Michael Padgett
J. Michael Padgett ist ein US-amerikanischer Klassischer Archäologe.
J. Michael Padgett erlangte seinen Bachelor-of-Arts-Titel 1975 an der University of Kentucky. Es folgte 1984 der Abschluss als Master of Arts an der University of Minnesota. An der Harvard University wurde Padgett 1989 mit einer Arbeit zum Geras-Maler promoviert. Von 1983 bis 1984 war er als Assistent am Minneapolis Institute of Arts tätig, anschließend am Museum of Fine Arts, Boston, sowie von 1990 bis 1992 als Curator of Classical Art am Tampa Museum of Art. Von 1992 bis zu seinem Ruhestand 2021 war er Curator of Ancient Art an der Abteilung für Ancient, Byzantine, and Islamic Art des Princeton University Art Museum. Er war Lehrbeauftragter an der Princeton University und nahm seit 1996 an den archäologischen Forschungen der Universität in Polis Chrysochous (möglicherweise Marion) auf Zypern teil. Der Fachmann insbesondere für griechische Vasenmalerei kuratierte mehrere Ausstellungen zur antiken Kunst.

## Schriften (Auswahl)
- Vase-Painting in Italy. Red Figure and Related Works in the Museum of Fine Arts, Boston. Museum of Fine Arts, Boston 1993, ISBN 0-87846-406-9.
- Roman Sculpture in The Art Museum, Princeton University. Princeton University Press, Princeton 2001.
- The Centaur’s Smile. The Human Animal in Early Greek Art. Princeton University Press, Princeton 2003.
- mit William A. P. Childs, Joanna S. Smith (Hrsg.): City of Gold. The Archaeology of Polis Chrysochous. Princeton University Press, Princeton 2012.
- (Hrsg.): The Berlin painter and his world. Athenian vase-painting in the early fifth century B.C. Princeton University Art Museum,  Princeton 2017, ISBN 978-0-300-22593-8.